# Grzegorz Bral
Grzegorz Bral (ur. 21 listopada 1961 w Gdańsku) – polski reżyser teatralny, twórca Teatru Pieśń Kozła oraz Brave Festival, pedagog.

## Życiorys
Urodził się w rodzinie gdańskiego pisarza Sławomira Brala, używającego pseudonimu Yáckta-Oya, oraz dziennikarki i poetki - Grażyny z domu Rusak. Studiował filologię polską na Uniwersytecie Gdańskim, Uniwersytecie im. Marii Curie-Skłodowskiej w Lublinie oraz Uniwersytecie Wrocławskim, a także teatrologię na Akademii Teatralnej im. Aleksandra Zelwerowicza w Warszawie. W latach 1987–1990 współpracował z Ośrodkiem Praktyk Teatralnych Gardzienice, gdzie w 1990 roku zadebiutował jako aktor rolą Tristana w spektaklu Carmina Burana. 
W 1998 roku wraz z Anną Zubrzycki założył we Wrocławiu Teatr Pieśń Kozła, z którym odniósł międzynarodowy sukces otrzymując nagrody między innymi na Fringe Festival w Edynburgu, gdzie w latach 2004 i 2012 otrzymał prestiżową nagrodę Fringe First. Spektakle Brala otrzymywały nagrody na Kaliskich Spotkaniach Teatralnych (Grand Prix w 2003 roku oraz nagroda zespołowa w roku 2006), Mess Festival w Sarajewie (Główna Nagroda Publiczności, 2006) oraz Jeleniogórskich Spotkaniach Teatralnych (II miejsce w plebiscycie publiczności). W latach 2010–2012 był dyrektorem artystycznym Teatru Studio w Warszawie. W 2010 roku wraz z zespołem Teatru Pieśń Kozła, otrzymał Nagrodę Sekcji Krytyków Teatralnych PO ITI za popularyzację polskiego teatru na świecie. 
Od 2012 roku wykłada w autorskiej Bral School of Acting, którą prowadzi w Londynie.

## Odznaczenia
- Odznaka honorowa „Zasłużony dla Kultury Polskiej” (2005)[4]